# I liga paragwajska w piłce nożnej (1916)
Mistrzem Paragwaju został klub Club Olimpia, natomiast wicemistrzem Paragwaju został klub Club Guaraní. Dzięki trzeciemu zwycięstwu w mistrzostwach Paragwaju klub Club Olimpia mógł zatrzymać na stałe trofeum o nazwie Copa el Diario (ufundowane przez gazetę El Diario).
Mistrzostwa rozegrano systemem każdy z każdym mecz i rewanż. Najlepszy w tabeli klub został mistrzem Paragwaju.
Z ligi nikt nie spadł, a ponieważ awansował do niej klub Marte Atlético Luque, liga zwiększyła się z 7 do 8 klubów.

## Primera División

### Wyniki
| Data                | Mecz                             |
| ------------------- | -------------------------------- |
| 8 października 1916 | Cerro Porteño – Club Olimpia 2:1 |

### Tabela końcowa sezonu 1916
| Poz | Klub                    | Mecze | Zw | Rem | Por | Punkty |
| --- | ----------------------- | ----- | -- | --- | --- | ------ |
| 1   | Club Olimpia            | 12    | 11 | 0   | 1   | 22     |
| 2   | Club Guaraní            | 12    | ?  | ?   | ?   | 15     |
| 3   | Club Nacional           | 12    | ?  | ?   | ?   | 13     |
| 4   | Cerro Porteño           | 12    | ?  | ?   | ?   | 12     |
| 5   | Club River Plate        | 12    | ?  | ?   | ?   | 12*    |
| 6   | Club Sol de América     | 12    | ?  | ?   | ?   | 7      |
| 7   | Mariscal López Asunción | 12    | ?  | ?   | ?   | 3      |

- Liczba punktów zdobyta przez klub Club River Plate nie jest pewna.

## Liga Asociación Paraguaya de Fútbol
W konkurencyjnej lidze Asociación Paraguaya de Fútbol (poprzednia nazwa Liga Centenario) mistrzem Paragwaju został klub Club Libertad, który pokonał w finale klub Atlántida SC.